# Nipponaphis ficicola
Nipponaphis ficicola är en insektsart. Nipponaphis ficicola ingår i släktet Nipponaphis och familjen långrörsbladlöss. Inga underarter finns listade i Catalogue of Life.